# NGC 5062
NGC 5062 est une très vaste galaxie lenticulaire vue par la tranche et située dans la constellation du Centaure. Sa vitesse par rapport au fond diffus cosmologique est de 3 566 ± 33 km/s, ce qui correspond à une distance de Hubble de 52,6 ± 3,7 Mpc (∼172 millions d'al). NGC 5062 a été découverte par l'astronome britannique John Herschel en 1834.
En raison d'une brillance de surface égale à 11,72  mag/am2, on peut qualifier NGC 5062 de galaxie présentant une brillance de surface élevée.
À ce jour, une mesure non basée sur le décalage vers le rouge (redshift) donne une distance d'environ 49,700 Mpc (∼162 millions d'al). Cette valeur est à l'intérieur des valeurs de la distance de Hubble.

## Groupe de NGC 5063
Selon A.M. Garcia, NGC 5062 est l'une des quatre galaxies du groupe de NGC 5063. Outre NGC 5063, les deux autres galaxies du groupe sont ESO 382-16 et ESO 382-34.